# NGC 2856
NGC 2856 је спирална галаксија у сазвежђу Велики медвед која се налази на NGC листи објеката дубоког неба.
Деклинација објекта је + 49° 14' 57" а ректасцензија 9h 24m 16,2s. Привидна величина (магнитуда) објекта NGC 2856 износи 13,2 а фотографска магнитуда 14,0. NGC 2856 је још познат и под ознакама UGC 4997, MCG 8-17-93, CGCG 238-47, IRAS 09208+4927, ARP 285, KUG 0920+494B, PGC 26648.